# ツォメ県
ツォメ県（ツォメけん）は中華人民共和国チベット自治区山南市の県の一つ。県名はチベット語で「湖の下流」を意味し、その名の通り哲古湖の下流にある。県政府所在地はツォメ鎮（措美鎮）。東はルンツェ県、南はロダク県、西はナンカルツェ県、北はチョンギェー県、ネドン区に接する。

## 行政区画

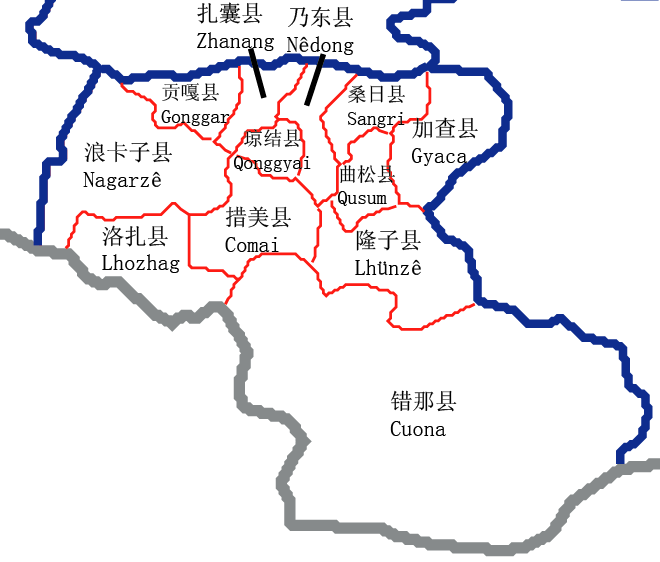
山南地区の行政区画

2鎮、2郷を管轄：
- 鎮：ツォメ鎮（措美鎮）、哲古鎮
- 郷：乃西郷、古堆郷